# 김여지 선생 묘
김여지 선생 묘는 대한민국 경기도 양평군 강하면 왕창리에 있다. 1986년 5월 30일 양평군의 향토유적 제4호로 지정되었다.

## 개요
김여지 묘는 김자지 묘와 함께 문중묘역의 앞단에 위치한다. 분묘는 부인 서계 이씨(西溪 李氏), 초계 정씨(草溪 鄭氏)와 함께 매장한 합장묘로, 우측에는 새로 건립한 비와 중앙에는 상석, 향로석, 문인석, 동자문인석 등의 석물이 갖추어져 있다. 구비(舊碑)의 앞면에는 ‘의정부좌참찬시문익공김여지지묘(議政府左參贊諡文翼公金汝知之墓)’라 음각되어 있고, 뒷면에 홍희을사(洪熙乙巳)라는 기명으로 보아 세종 7년(1425)에 건립되었음을 알 수 있다.

## 같이 보기
- 김자지 선생 묘 - 양평군 향토유적 제30호